# مایک بیشاپ
مایکل دین بیشاپ (متولد ۱۸ مارس ۱۹۶۷) یک وکیل و سیاستمدار آمریکایی است که از سال ۲۰۱۵ تا ۲۰۱۹ نماینده ایالات متحده برای حوزه انتخابیه هشتم میشیگان  بود. او یکی از اعضای حزب جمهوری‌خواه است. او قبلاً از سال ۱۹۹۹ تا ۲۰۰۳ در مجلس نمایندگان میشیگان و از سال ۲۰۰۳ تا ۲۰۱۰ در مجلس سنای ایالت میشیگان خدمت کرد و در آنجا به عنوان رهبر اکثریت خدمت کرد. بیشاپ در انتخابات میان‌دوره‌ای ۲۰۱۸ به نامزد دموکرات الیسا اسلاتکین شکست خورد. بیشاپ از دبیرستان روچستر آدامز فارغ‌التحصیل و در سال ۱۹۸۹ از دانشگاه میشیگان فارغ‌التحصیل شد. او مدرک جی‌دی را از کالج حقوق دانشگاه ایالتی میشیگان دریافت کرد. بیشاپ تا سال ۲۰۰۲ در شرکت حقوقی بوث پترسون کار می‌کرد. او همچنین یک دلال املاک دارای مجوز است.
بیشاپ در کمیته‌های حقوق شهرداری و قانون تجارت انجمن وکلای اوکلند خدمت می‌کرد و عضو انجمن ملی قانونگذاران ورزشکار است. پس از حضور در مجلس قانونگذاری میشیگان، بیشاپ به عنوان مدیر ارشد حقوقی برای شرکت بین‌المللی بانکارد کار کرد و در دانشکده حقوق توماس ام. کولی تدریس کرد. قبل از انتخاب شدن در ناحیه ۴۵، بیشاپ در سال ۱۹۹۶ برای یک مقام هیئت رئیسه دانشگاه میشیگان مبارزات انتخاباتی ناموفقی داشت.